# Crysis 3
『Crysis 3』（クライシススリー）は、Crytekが開発し、エレクトロニック・アーツが2013年に発売したファーストパーソン・シューティングゲーム。2011年に発売されたゲーム『Crysis 2』の続編であり、「Crysisシリーズ」の本編作品としては第三作目となる。ゲームのマルチプレイヤー部分はCrytek UKが開発した。本作の物語はエイリアン種族「セフ」のリーダーのアルファセフに復讐を果たそうとするナノスーツ着用者のプロフェットを中心に展開し、本作を以ってCrysis三部作は完結する。ゲームプレイは、透明になるなどさまざまな能力を持つナノスーツを着用して戦っていく。
本作ではナノスーツの新機能「リップ＆スロー」や、新武器のコンパウンドボウ、ハッキング（敵の装備とドローン、防衛設備に対して行える）などの新要素が追加されている。
本作では『Crysis 2』の都市の景観と初代『Crysis』の森の舞台を融合させるためにポスト・アポカリプスのニューヨーク市を舞台としている。ゲームは「七不思議」が導入されており、それぞれの不思議には独自の風景と戦術的なレイアウトがある。『Crysis 2』の直線（リニア）性についての不満から、ゲームのステージはプレイヤーの自由度を高めるために開けたものになった。開発チームはまた、より感情的なストーリー作りに力を注いでおり、本作の主人公は映画『第9地区』の主人公にインスパイアされている。本作の開発期間は23か月で、100人のチームによって開発された。Crytek UKは、ゲームのマルチプレイヤー部分を開発した。
2012年4月に正式に発表されたこのゲームは、2013年2月にMicrosoft Windows、PlayStation 3、Xbox 360向けに発売された。Wii U移植版も開発されていたが、任天堂とEAの関係悪化によりキャンセルされた。本作は発売時に好意的なレビューを獲得し、武器の選択とカスタマイズ、メニュー、ビジュアル、マルチプレイヤーに称賛が寄せられた一方で、ストーリー、レベルデザイン、ボリュームおよびシリーズ過去作と比較した時代遅れのメカニズムが批判された。6600万ドルの予算で制作された本作は発売月の売上が20万5000本であり、エレクトロニック・アーツの商業的失敗作となった。後に本作は2014年2月に発売されたバンドル作品『The Crysis Trilogy』に収録されている。
そして、CrytekよりPC（Epic Gamesストア）、Xbox One、Xbox Series X/S、Nintendo Switch向けにリマスター版である『Crysis 3 Remastered』が発売された。また、リマスター版3作を収めた『Crysis Remastered Trilogy』も同日発売された。同年12月9日にはH2 INTERACTIVEよりPlayStation 4向けに発売。

## ゲームプレイ
Crysisシリーズの過去作と同様、本作はファーストパーソン・シューティングゲームである。プレイヤーはプロフェットを操作し、高度な技術を持つエイリアン種族セフを倒すためにニューヨーク市を進んでいく。ゲーム全体を通して、プレーヤーはスライド、スプリント、ジャンプ、しゃがむことができる。敵に遭遇した場合、プレイヤーは銃やコンパウンドボウを使うか、手榴弾やC4などの爆発物を使用するか、近接攻撃をすることで敵を倒すことができる。特定の動作を行うと、プロフェットが身に着けているアーマーのナノスーツのエネルギーを消費する。ナノスーツのエネルギーが低すぎる場合、ナノスーツの一部機能は実行・利用できなくなり、エネルギーが補充されるまで待たなければならない。そのため、プレイヤーはエネルギーの使用を管理する必要がある。ゲームのAIがアップデートされ、敵がプレイヤーの攻撃により迅速に反応するようになった。敵は攻撃されたときに隠れることができ、攻撃に対して互いを支援する戦略を採用することができる。 
ナノスーツを使用すると、プレイヤーは脅威レベルと敵が持っている武器を特定できる。バイザーを起動することで敵とアイテムにタグを付けることができ、敵や味方の熱を感知するナノビジョンを使うことで敵を見つけられる。ステージは『Crysis 2』よりもプレイヤーの自由度が高く、敵への対応及び目標達成の手法として（敵と）直接対決していくプレイスタイル、またはより慎重でステルス性の高いアプローチを選択できる。ゲームの7つのステージをクリアする明確な方法は存在しないため、プレイヤーはさまざまな代替ルートを使って目的を達成できる。
プレイヤーはさまざまなガジェットや武器、ナノスーツの能力を駆使して敵と戦うことができる。不可視のクローク機能を使って敵を回避したり、自身が探知されないようにしたり、静かにテイクダウンさせたりできる。またナノスーツにはアーマーモードがあり、移動速度を遅くなり代わりに受けるダメージ量を減らすことができる。本作で追加された新武器のコンパウンドボウはクロークモードでも使用できるが、他の銃を使用するとクロークは中断され一定時間が経過（クールダウン）するまで機能しなくなる。矢は使用後にプレイヤーが回収できる。ゲームの新機能としてプレイヤーが敵のテクノロジーをハッキングできる。さらに、プレイヤーはセキュリティコード、武器ボックス、セフのテクノロジー、地雷、レーザー、セントリーガンもハッキングでき、これらはすべて敵との戦闘で使用できる。プレイヤーは、武器とナノスーツをアップグレードおよびカスタマイズも行える。武器のアタッチメントと弾薬の種類を変更でき、例えばコンパウンドボウの爆裂矢と電撃矢を切り替えることができる。ナノスーツは、世界中に散らばっているさまざまなスーツのアップグレードモジュールを収集することでアップグレードできる。これらのアップグレードによりスーツの特性が向上し、ゲームの進行に応じてプレーヤーの能力を強化または新しい能力をアンロックできる。

### マルチプレイヤー
マルチプレイヤーモードでもゲーム性は変わらない。シングルプレイヤーキャンペーンとは異なり、プレイヤーがマルチプレイヤーモードで走ったりアーマーを強化したりしてもナノスーツのエネルギーを消費しない。マルチプレイには8種類のモードがあり、合計12のマップでプレイできる。8種類のモードは、「チームデスマッチ」「デスマッチ」「クラッシュサイト/スピアーズ」「キャプチャー・ザ・リレー/エクストラクション」「ハンター」「アサルト」「CELL対反乱軍」「デペロッパーズチョイス」「マキシマムチームデスマッチ」「マキシマムデスマッチ」である。各マップには弾薬が少ないエイリアンの特殊武器が散らばっており、プレイヤーはそれらを拾うことができる。プレイヤーはまた、新しいパッシブアビリティ「リップ＆スロー」があり、このアビリティは環境オブジェクトと相互作用して、敵対的なプレイヤーにとっては障害物を、自分自身にとって戦術的な優位性を作り出せる。環境との相互作用のアビリティは、パブリッシャーであるEAからチームに強く求められたという。洗練されたキルストリークシステムがCrysis3に導入され、プレイヤーはドッグタグを収集しつつ複数の敵プレイヤーを同時に殺すことで報酬を獲得できる。この洗練されたキルシステムには、殺されたときに敵プレイヤーが落とすドッグタグの収集も含まれる。報酬で得られるパークはマップごとに異なる。パークにはマキシマムレーダー、スワーマー、ガンマバースト、EMP、およびミニマップ上で敵 プレイヤーの位置を明らかにするマキシマムナノスーツがある。
従来のマルチプレイヤーモードに加えて、新しいマルチプレイモード「ハンターモード」が追加された。これは非対称のマルチプレイヤーモードで、プレイヤーはハンター側またはCELL兵側の2つのチームに分かれて対戦する。CELLの3つのクラスはそれぞれ全く異なる武器を装備しており、敗北した兵士はハンターとしてリスポーンし、かつてのチームメイトを倒さなければならない。ハンターはナノスーツと無限のクローク、そしてハンターがクローク状態で撃てるハンターボウを装備している。また、ハンターはテルミットの矢じりも入手でき、CELLには選択したクラスに応じて変化するさまざまな爆発物や武器を所持する。本作のPC版は最大16人プレイ、コンソール版は最大12人プレイに対応する。

## あらすじ

### 設定
主人公であるプロフェットは、『Crysis 2』の出来事から24年後の2047年にニューヨークへと戻り、街が悪徳企業CELLによって作り出された巨大なナノドームに覆われているのを目の当たりにする。ニューヨーク市のリバティドームは、生い茂った木々、鬱蒼とした沼地、荒れ狂う川などが混在する、まさに都市熱帯雨林であった。リバティドーム内では、7つの異なる危険な環境があり、それらは「セブンワンダーズ（七不思議）」として知られている。プロフェットは隔離されたナノドームを建設したCELLの動機の真相を突き止めた後、「復讐の使命」にあると言われている。

### プロット
『Crysis 2』の出来事の後、サイコとプロフェットは、アルファセフを追って世界中を駆け回った末に、ロシアでアルファセフ確保に成功した。しかし、直後に土地と技術の世界的支配を目論むCELL社がシベリアでプロフェットを無力化し、ナノスーツ兵を全員拘束し、スーツに蓄積されたセフの遺伝子を回収するため彼らのスーツを剥いだ。CELLはプロフェットのスーツを剥がすために巨大な「ナノドーム」で覆われたニューヨークの施設に彼を移した。プロフェットがCELLを止めることができる唯一のナノスーツ着用者であるため、彼はクレア・フォンタネッリとカール・エルンスト・ラッシュが率いるレジスタンスによって救われた。スーツを剥がされた後にクレアに助けられたサイコは、プロフェットが不在の間にCELLはセフの技術を用いて無限のエネルギーを生成し、世界の電力供給を独占したと彼に説明した。電気代を支払えない人々はCELLに借金をし、その借金で奴隷にされていった。CELLの全世界の電力源「システムX」は、現在は廃墟となったニューヨークにあり、レジスタンスグループはCELLから世界を解放するためにシステムXを破壊しようとしていた。
サイコとプロフェットがシステムXのコアを無効にした後、システムXがアルファセフを封じ込めつつエイリアンからエネルギーを奪うように設計されたシステムプロトコルであることが判明する。しかし、二次防衛プロトコルが開始され、電力設備は自壊した。封じ込めから解放されたアルファセフはセフの本拠地につながるワームホールを開き、セフ達はそこから大規模な部隊を地球侵攻に送り込み、地球の全生物を代償にした地球のテラフォーミングを行おうとしていた。アルファセフが休止状態でなくなったことでセフのコーディネーターが再起動し、セフの組織的な攻撃が始まった。
プロフェットはスーツの神経ブロックをいくつか取り除いて潜在的な能力を解き放った後、CELLが世界の電力網から電力を引き出せる衛星型エネルギー分配デバイス「アークエンジェル」をアルファセフを破壊する指向性エネルギー兵器として使うことを計画していることを知った。しかし、アークエンジェルが発射されると連鎖反応で地球を破壊されてしまい、CELLはアークエンジェルの発射に十分なエネルギーが得られる前に兵器を停止していた。その過程でサイコはクレアが自分のスーツを不本意ながらも剥いだ科学者の一人であることを知り、これまでの彼女との恋愛関係に亀裂が生じた。そして、延命のためにセフのテクノロジーを密かに使用していたラッシュは不幸にもセフに取り憑かれ、プロフェットを精神的に麻痺させ、クレアに重傷を負わせた。サイコに撃たれた後、自我を取り戻したラッシュはアルファセフの気をそらすために自らを犠牲にした。プロフェット、サイコ、クレアがVTOLに搭乗してセフのガンシップと戦ったが、被弾して墜落し、その過程でクレアは死んでしまう。彼女の死を悲しむサイコは、最早ナノスーツを持っていない自分は無力であるとプロフェットに嘆くも、ナノスーツを持っていないことでラッシュの支配を受けなかったとプロフェットに言われる。その後サイコは本名であるマイケルと呼ばれるようになり、プロフェットをセフに連れて行くため別のVTOLを見つけた。
マイケルとプロフェットはアルファセフに向かうが、セフ・マスターマインドに行く手を阻まれた。プロフェットはセフ軍の大群を通り抜け、アルファセフを殺し、その地域の全てのセフ兵を殺した。しかし、セフのワームホールを破壊するには時間が足りず、ワームホールに動力を供給するビームがプロフェットを宇宙に引き込んだ。そして地球の軌道上に打ち上げられたプロフェットはワームホールを通って来る巨大なセフの軍艦を目撃する。アークエンジェルの力を思い出したプロフェットは目を覚まして衛星をハッキングし、アークエンジェルを発射して軍艦を破壊した。軍艦の爆発でワームホールが崩壊し、プロフェットは地球に押し戻された。彼は27年前に『Crysis』の事件が起きたリンシャン諸島近海に墜落した。
翌朝、プロフェットはリンシャンの廃墟となった小屋で目を覚ました。背後で流れているテレビでは、CELLが調査下にあるため同社の資産がストリックランド上院議員によって凍結されたことが報じられていた。神経ブロックがナノスーツから取り除かれると、スーツの外層がプロフェットの以前の肉体に変化し、彼が復活した。復活したプロフェットは浜辺に出て、タグを水に投げ込いれて過去を捨てた。そして今後は本名の「ローレンス・バーンズ」を使うことを決意する。ゲームは、プロフェットが小屋に戻ってステルス能力を起動するシーンで終了する。ポストクレジットシーンでは、2人のCELL兵士が3人の取締役をバンカーに押し込んだ後、マイケルに撃たれた。マイケルは彼らの「病院」での彼の処置に関して取締役会に苦情を言いたいと告げる。

## 開発
本作の開発は『Crysis 2』の発売二か月前の2011年2月に始まった。ゲームのキャンペーンの開発はCrytekが行い、マルチプレイヤーはCrytek UKが手掛けた。リソースや人材が『Homefront 2』と『Ryse: Son of Rome』の開発に割かれたため、本作の開発予算は『Crysis 2』よりも大幅に低く抑えられた。その結果、同作の23か月にわたる開発期間中にゲームを手掛けたのは約100人にとどまった。ゲームの予算は約6600万ドルであった。
前作『Crysis 2』は初代『Crysis』における島の設定を捨てたことで批判された。スタジオはニューヨーク市を再現し、ゲームをポスト・アポカリプス的な環境に置くことを決定した。そのために、長年にわたって廃墟と化していたニューヨーク市を隔離するためにCELLが設置した「ナノドーム」というコンセプトを導入し、ナノドーム内では植物は大きく成長し、過去2作の都市環境とジャングル環境が混在する環境になった。チームは他の同ジャンルのゲームで見られる典型的な都市型戦場から離れたかったため、この環境を作成することが決定された。Crytekは放棄された荒地に熱帯雨林を作る代わりにナノドームを使用して森の形を固定し、それがゲームの雰囲気や物語を定義することを望んでいた。
ゲームの主人公は、初代『Crysis』と前作『Crysis 2』に登場したナノスーツ着用者のプロフェットである。Crytekが彼をシリーズで最長の遺産をもつ最も複雑なキャラクターと見なしたため、本作にも引き続き登場した。彼をデザインするにあたり、チームは映画『第9地区』の主人公からインスピレーションを得た。また、『Crysis』と『Crysis Warhead』に登場したサイコがプロフェットの仲間として復帰する。ゲームは、かつてのチームメンバー達が死んだことを知り、復讐を通じて自分を取り戻そうとするプロフェットを中心に展開される。この物語では贖罪と復讐のテーマ、そして人間と技術の関係が探求されている。ゲームプロデューサーのマイク・リードは、このゲームを「人間」と表現した。ゲーム全編で話さなかった『Crysis 2』の主人公アルカトラズとは異なり、本作ではより感情移入できるようにするためにプロフェットに声が当てられた。同社はモーションキャプチャを利用して、俳優の演技、体の動き、顔の表情を記録した。リードによると、これは会社がより影響力のある感情的なストーリーを作り出すのに役立つといい、シリーズ過去作では技術的な制約からこのようなことは行われなかった。
プレイヤーの探索の自由度が高かった初代『Crysis』とは異なり、『Crysis 2』は直線的すぎたために批判された。その反省から、ゲームのキャンペーンの開発中、Crytekは初代『Crysis』の自由度と『Crysis 2』の直線性という過去作の二つの主要な要素を統合しようとした。初代の前半ほどの広さはないものの、今作のマップはシリーズ過去作よりも大幅に大きくなっている。いくつかの直線的な部分は保持されている。Crytekはゲームのマップを必ずしもプレーヤーを小さな場所に固定することはなく、自由に動き回れるようにする「アクションバブル」と呼んだ。直線性については、開発者がそのような部分が存在することでプレーヤーが「壮大な」瞬間と「大規模なマイケル・ベイ」の瞬間を体験できると考えたため維持されることになった。Crytekは開けたステージにすることで、プレイヤーにコントロール感を与え、戦略の立案と実行を可能にすることを期待していた。ゲームの7つのステージは同時に開発され、ゲームプレイ、アート、ステージの最適化のフォーカスフレーズは約1〜2週間で完了した。
ゲームでは「狩り」もテーマになっており、その結果、多くの武器がこのコンセプトに基づいて作り出された。スタジオは典型的な武器のデザインから離れたいと考えており、単に『Crysis 3』と『Crysis 2』を区別するためだけの武器を望んでおらず、チームは、武器を使って物語を作り出すことを目指していた。本作の武器の特徴としてハンターがよく使用する武器を彷彿とさせるコンパウンドボウがある。本作のゲームプレイはアクセス、適応、攻撃の3つの柱で構成されている。プレイヤーは攻撃する前に、敵の行動やパターンを検知、発見、学習することが求められることが多い。コンパウンドボウを使うとプレイヤーはステルスプレイを推奨され、それによってゲームの戦闘の幅を広げることができる。 新機能の「ハッキング」はCrytekによるとゲーム全体で大きな役割を果たすという。ゲームの戦闘も過去作よりもスピード感のあるものになっている。
本作の開発における主要な目標の1つは、「グラフィックをプッシュする」ことでしあった。同社は、グラフィックがゲームプレイを効果的に支援・推進し、プレーヤーに没入感を与えることができると考えていた。本作はCrytekの独自エンジンであるCryEngine3で動作し、ボリュームフォグシャドウ、改良された動的植生、動的コースティクス、改善されたエリアライティング、拡散シャドウなどのCryEngine3の最新機能の一部が利用されている。『Crysis 2』は、旧来のコンソールハードウェアの制約によりデザインを犠牲にした事で、PCゲーマーから批判を受けた後、Crytekは『Crysis 3』のPC版はその高いシステム要件により、比喩的に「PCを溶かす」と回答した。PC版には、DirectX11対応のグラフィックボードとオペレーティングシステムが必要だった。『Crysis 2』と同様に、ゲームはマルチプラットフォームのタイトルであり、Crytekはコンソール版の開発はゲームをコンソールで動作させるために「エンジンをバラバラにする」必要がある大きな障害と見なした。
ゲームのマルチプレイヤー部分はCrytek UKによって開発された。これは、オンライン環境でナノスーツの効率を向上させるために設計された。チームは記憶に残るマップを作成するためにプレイヤーの初回プレイ後にのみ見つけられるルートを設計しており、Crytek UKはこのアプローチによってプレイヤーがゲームの世界により没頭できるようになることを望んでいた。本作で導入されたハンターモードは、『Time Splitters』のグラディエーターモードに由来する。スプリントのエネルギーをナノスーツのエネルギーから分離する（スプリントしてもナノスーツのエネルギーは消費しない）という決定は、より大きなステージの作成及びプレイヤーがより速くマップを移動できるようにしたいという開発チームの意向によるものだった。
ゲームの音楽は、Crysis 2のサウンドトラックの制作を担当したBorislav Slavovが手掛けており、新曲に加え、過去作の他の一部テーマ曲がアレンジされた。音楽のテーマは、ゲームのポスト・アポカリプス的設定に合うように変更されている。ゲームの音楽はダイナミックで、プレーヤーのゲームプレイスタイルを反映するようにデザインされている。その結果、プレイヤーが過激なアプローチを使用してミッションをクリアする際にはよりエキサイティングなBGMが流れ、ステルスプレイを行っている場合は比較的落ち着いた静かなBGMが流れる。

## マーケティングとリリース
2010年11月、Crytek のエグゼクティブプロデューサーのNathan CamarilloはCrysisシリーズが非常に長く続くフランチャイズになる可能性があることを明かした。彼は「フランチャイズが成長していけば、（『Call of Duty』と）同じくらいの規模にならない理由はない」と付け加えた。ゲームのストーリー要素は、2011年1月時点ですでに計画されていたが、CrytekのCEOであるセバット・イェルリ（Cevat Yerli） は、『Crysis 2』が成功しなければ同社は続編を開発しないだろうと主張した。2012年3月、Crytekは「絶対に素晴らしい」プロジェクトを予告し、ゲームの全貌が2012年4月に明らかにされることを発表した。本作は2012年4月11日にEAのWebストアで誤って公開され、すぐにストアから削除されたが、2012年4月16日に正式に発表された。映画製作者のアルバート・ヒューズは、ゲームの様々な側面を取り上げた6つの短編映像シリーズ『The 7 Wonders of Crysis 3』の制作を依頼された。
2012年10月31日に、マルチプレイヤーの PC限定クローズドα版がOriginの一部ユーザーに公開された。テストは 2012年11月2日に始まり、2012年11月9日に終了した。2 つのマップ (「博物館」と「空港」) と 2 つのゲーム モード (「クラッシュ サイト」と「ハンター」) を含むパブリックマルチプレイヤーβ版は、Xbox 360とPlayStation 3および Originを通じてPC向けに提供された。ベータ版は2013年1月29日に公開され、2013 年2月12日に終了した。CrytekとEAはベータ版に300万人が参加したと発表した。
Crysis 3はMicrosoft Windows、PlayStation 3およびXbox 360向けに2013年2月19日に米国で、2013年2月21日に英国で発売された。任天堂とEAの関係が悪化してWii U版は中止となった。限定ゲーム内アイテムと、ゲームのマルチプレイヤーで使えるコンパウンドボウを早期に入手できる「Hunter Edition」が同時発売された。またゲームを予約注文したプレイヤーは、初代『Crysis』を無料で入手できた。2015年3月4日にNvidia Shieldを介してAndroidで利用できるようになった。初代『Crysis』をはじめとする関連作品が収録されたバンドルソフト『Crysis Trilogy』は 2014年2月20日に発売された。
2013年5月30日、エレクトロニック・アーツはダウンロードコンテンツ（DLC）『The Lost Island』を発表した。このマルチプレイヤー専用DLCには、2つの武器、4つのマップ、および二種類の対戦マルチプレイヤーモード「フレンジー」と「ポゼッション」が収録されている。このDLCは2013年7月4日にMicrosoft Windows、PlayStation 3およびXbox 360向けに発売された。

### Crysis 3 Remastered
初代Crysisのリマスター版『Crysis Remastered』に続き、本作のリマスター版が2021年5月21日に発表された。Nintendo Switch、PlayStation 4、Xbox OneとMicrosoft Windows向けに『Crysis Remastered』と『Crysis 2 Remastered』とのバンドル『Crysis Remastered Trilogy』及び単体で2021年秋に発売予定である。リマスター版はSaber Interactiveとの共同開発であり、販売はCrytekが行う。リマスター版にはマルチプレイヤーモードは収録されていない。

## 評価
本作は批評家から概ね肯定的なレビューを受けている。レビュー収集サイトのMetacriticは、Xbox 360版は76/100、PlayStation 3版は77/100、PC版は76/100と評価した。 
ゲームのビジュアルとグラフィックは、レビュアーから広く賞賛された。Eurogamerのクリスチャン・ドンランは、ゲームの安定したフレームレートを賞賛した。さらに、彼はゲームの環境デザインを「巧妙」と評価している。GameSpyのマシュー・ロリーは、ゲームは視覚的に素晴らしいと考え、Crytekのチームが「人を寄せ付けない、奇妙に美しい」環境を作り出したことを称賛した。Game Informerのマット・ベルツはCryEngineによるビジュアルを賞賛し、これまでに作られたゲームの中で最も美しいものの一つとみなした。彼は特に、そのリアルな環境、水のエフェクト、キャラクターの顔のアニメーションを賞賛した。GameSpotのKevin VanOrdはまた、衰退した都市環境と熱帯雨林の混合はこのゲームを見るのが印象的なものにしていると称賛した。 
本作のゲームデザインは複数のレビュアーからの称賛を得た。ドンランは本作の最終ステージを記憶に残らない体験と評したにもかかわらず、ステルスへの対応は歓迎すべき追加要素と考えた。ロリーはゲームマップのデザインを称賛し、開けたステージは探索を促進していると述べた。ベルツはゲーム世界はシリーズ過去作の舞台とのバランスをとることができており、より広大なステージはプレイヤーが攻撃を行う前に戦略を立てられるようになっていると述べた。彼は最高のミッションのいくつかはゲームの後半で登場するものと付け加えた。IGNのトリスタン・オグリーブは、プレイヤーに車両の操作を求める一部のパートでの操作性の悪さへの批判をしつつも、操作性はほぼ完ぺきだと考えた。VanOrdは本作がプレイヤーにとっては簡単すぎると批判した。 
ゲームのオンラインマルチプレイヤーは、批評家から肯定的なレビューを受けた。Electronic Gaming Monthlyのジョシュ・ハーモンは、ゲームのマルチプレイヤーはキャンペーンよりも優れており、全体的な体験がより楽しくなると考えた。ドンランはハンターモードを称賛し、同モードが緊張感のある体験を提供してくれたと述べた。ベルツも同様の意見を述べているが、ドミネーションのような典型的なモードに比べハンターモードの魅力は薄いと感じていた。同様に、彼はマルチプレイヤーのリスポーンシステムと地形設計を批判した。GamesRadar+のLorenzo Veloriaは一部の技術的な問題を指摘しつつも、いくつかのゲームモードはユニークで面白いと評価した。Complexのマイケル・ルージョーは、ハンターモードを「アンバランス」と批判した。彼はさらに、協力プレイ（Coop）モードがないとしてゲームを批判した。Joystiqのデイビッド・ヒンクルも、ハンターモードでのいくつかの設計ミスを指摘している。 
物語は、ゲームの他の側面と比較してレビュアーに嫌われていた。ハーモンはゲームのいくつかの感情的な部分がうまくいかなかっただと考えており、記憶に残らないストーリー展開とプロットのねじれを批判した。それにもかかわらず、彼はゲームのフィナーレを賞賛し、それがCrysis三部作に相応しい終結をもたらしたと考えた。対照的に、ドンランはシリーズにふさわしい結末ではなかったとコメントした。ロリーは出だしが比較的弱く、ボリュームが約6時間と短いにもかかわらず、ストーリーは過去作よりも成熟していると評価した。ベルツはこの物語はシリーズの中で最もまとまりのあるストーリーだと述べた。一方でベロリアはゲームの物語を批判し、キャラクターの発展と台詞も面白くないとして、刺激的ではなかったと付け加えた。対照的に、オギルビーは過去作が実現できなかった親近感のあるキャラクターを引用して、ゲームの対話と声優の演技が優れていると考えました。彼は、ゲームのストーリー性が大幅に向上したと評価した。 
多くのレビュアーは本作を画期的な革命ではなく、シリーズの進化であると考えた。ロリーはゲームが野心的ではないとし、ゲームの全体的な改良にもかかわらず、過去作からそこまで逸脱していないと批判し、『Crysis 3』は初代『Crysis』によってもたらされた革命を達成しなかったと結論付けた。ベロリアは本作がこのジャンルに新しい要素をもたらすことができなかったが、ゲームによって提供された全体的な経験は依然として満足のいくものだと考えた。PC GamerのEvan Lahtiは本作はプレイヤーに驚きを与えるものではなく、きちんとした続編というより「Crysis 2：Episode 2」の感覚を与えるものだと評した。

### 販売
Crysis 3はイギリスで発売週と翌週でCrysis 3は英国で最も売れた小売ゲームであり、 『メタルギア ライジング リベンジェンス』が二位につけた。北米では発売月の12日間で20万5000本を販売した。本作は、同じ月に発売された別のEAタイトル『Dead Space 3』と共に会社の売上予想を達成できなかった。Crytek社の最高経営責任者のセバット・イェルリもまた本作の売上に失望していたが、それにもかかわらず、彼は本作をスタジオがこれまでに制作した中で最高のゲームだと考えていた。